# سمن سلطانی
سمن سلطانی (زادهٔ ۱۳۷۴ یا ۱۳۷۵) یک قایق‌ران ایرانی الاصل است که در حال حاضر مقیم اتریش است.

## زندگی
سلطانی از شش سالگی شنا را آغاز کرد. او در هشت سالگی در مسابقات این ورزش شرکت کرد و بعداً در شنای هنری شرکت کرد. اگرچه این ورزش در ایران مورد حمایت قرار نگرفت، سلطانی قهرمان کشور شد، عنوانی که برای یک دهه در اختیار داشت. با این حال، مقامات اجازه شرکت وی در رقابت‌های بین‌المللی را به او نمی‌دادند.
سلطانی در نوجوانی با کایاک سواری آشنا شد و چون در ایران برای زنان به نسبت شنا بیشتر قابل دسترس بود به این ورزش روی آورد. او در عرض دو سال به عضویت تیم ملی کایاک سواری ایران درآمد. سلطانی و تیمش در سال ۲۰۱۸ به مدال نقره مسابقات زیر ۲۳ سال آسیا دست یافتند.
سلطانی در سال ۲۰۲۲ برای شرکت در یک کمپ شنای هنری در بارسلون اسپانیا دعوت شد. او در بارسلون متوجه شد که پلیس اسلامی ایران قصد دارد او را هنگام بازگشت به ایران دستگیر کند، زیرا او عکس‌هایی را بدون حجاب مورد پذیرش جمهوری اسلامی در اینستاگرام منتشر کرده است. او پس از مسابقات تصمیم گرفت به وین پرواز کند، جایی که تنها دوست اروپایی اش در آنجا زندگی می‌کرد. در نهایت در اتریش توانست پناهندگی بگیرد و از آن زمان در فدراسیون کانو اتریش آموزش دیده است.
او در نهایت توانست جواز حضور در بازی‌های المپیک تابستانی ۲۰۲۴ پاریس به عنوان بخشی از تیم المپیک پناهندگان در قایق‌رانی دوی سرعت را بدست آورد.

## زندگی شخصی
سلطانی در تهران بزرگ شد. مدرک تحصیلی او لیسانس حسابداری است.